# 暗影火炬城
《暗影火炬城》是一款由上海钛核网络开发并由哔哩哔哩游戏发行在PlayStation 4、PlayStation 5、Windows、任天堂Switch以及Xbox Series X/S平台上的銀河戰士惡魔城式动作冒险游戏。游戏中玩家将操控一只名为“雷德文”的兔子老兵，在被军团占领的火炬城里为解救被军团掳走的老友熊叔而到处集结以前的战友和反抗力量，并要结束军团在火炬城的统治。
本作是索尼互动娱乐的本地游戏扶持项目“中国之星计划”的第二批入选游戏，开发代号为《F.I.S.T 暗影火炬》；于2019年3月的索尼中国之星计划发布会上正式公布。于2021年9月7日在PlayStation4、5上率先发售，次月3日登陆Windows平台，2022年7月12登陆任天堂Switch平台；2022年7月游戏通过中国国产网络游戏审批并获得版号，游戏于2022年9月30日发售国行数字版。游戏在发售后PlayStation 5版本获得业界的多数好评。
2023年6月20日，微软宣布本作Xbox Series X/S版将于当地时间6月27日发售当天加入Xbox Game Pass游戏库。